# Ararat (ville)
Pour les articles homonymes, voir Ararat.
Ararat (en arménien Արարատ) est une ville d'Arménie située dans le marz du même nom et à 48 km de la capitale, Erevan. De cette ville industrielle fondée en 1936, la vue sur le mont Ararat est exceptionnelle.
En 2008, elle compte 20 702 habitants.

## Jumelages
| Ville | Ville               | Pays | Pays     | Période                  |
| ----- | ------------------- | ---- | -------- | ------------------------ |
|       | Bussy-Saint-Georges |      | France   | depuis le 8 juillet 2009 |
|       | Ungheni             |      | Moldavie | depuis 2016              |